# Vikingek: A tenger urai
A Vikingek: A tenger urai (eredeti cím: Leif Ericson: The Boy Who Discovered America) 2000-ben megjelent amerikai 2D-s számítógépes animációs film, amelyet Phil Nibbelink írt és rendezett. A zenéjét Stephen Bashaw szerkesztette, a Phil Nibbelink Productions készítette.
Amerikában 2000. július 14-én, Magyarországon 2001 októberében adták kis VHS-en.

## Szereplők
| Szereplő      | Eredeti hang       | Magyar hang     |
| ------------- | ------------------ | --------------- |
| Leif Erickson | Daniel Trippett    | Fekete Zoltán   |
| Thorgunna     | Helena Schmeid     | Mezei Kitty     |
| Thjodhild     | Joy Elizabeth Lang | Sz. Nagy Ildikó |
| Vörös Erik    | Chip Albers        | Gruber Hugó     |
| Bjarni        | N/A                | Áron László     |
| Fenrir        | N/A                | Faragó András   |
| Törvénymondó  | N/A                | Uri István      |

További magyar hangok: Breyer Zoltán, Hegedűs Miklós, Pethes Csaba, Vizy György